# Kulturen
Kulturen, o Asociación de historia de la cultura del sur de Suecia (Kulturhistoriska föreningen för södra Sverige, en sueco), es una  asociación sin ánimo de lucro fundada en 1882. Administra varios museos repartidos por toda Escania. La apertura de la sede en Lund en 1892 marcó la afianzación de las actividades de la sociedad, que cuenta con unos 3500 miembros.

## Historia

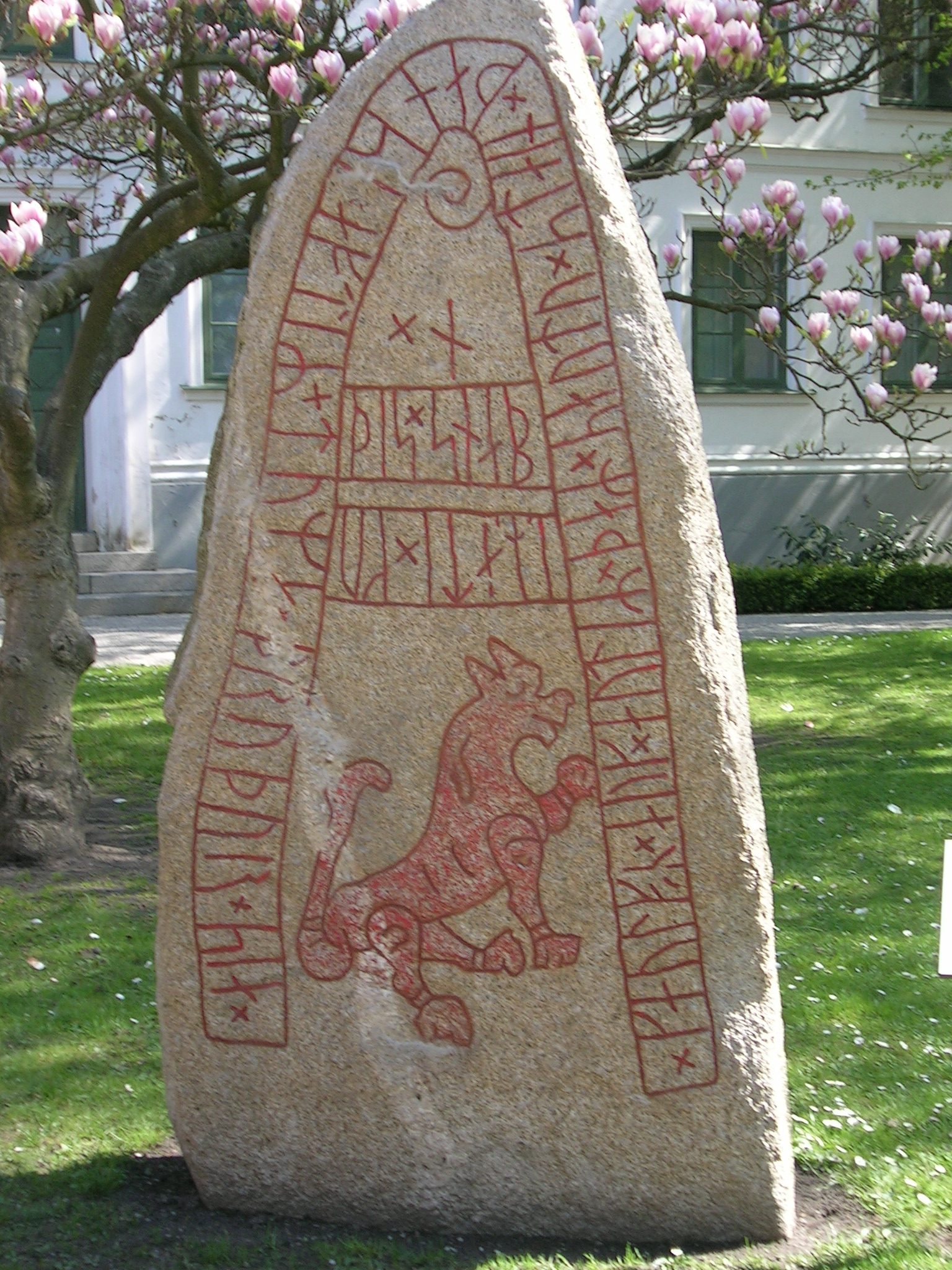
Skårbystenen 1, una de las estelas rúnicas en la entrada de Kulturen en Lund.

Al final del siglo XIX, la sociedad sueca se caracterizaba por la idealización romántica de la sociedad rural y la preocupación por las antiguas tradiciones, la forma de vida y los oficios que iban desapariciendo a medida que más y más gente se trasladaba a las ciudades ante el crecimiento de la industrialización. Esta inquietud se concretó en la aparición de un movimiento dedicado a preservar para el futuro el conocimiento y los artefactos de la antigua comunidad agraria mediante la colección de objetos y registros arqueológicos. En Estocolmo se fundó el museo Nórdico y el primer museo al aire libre Skansen, y en otros lugares los entusiastas locales se esforzaban en la conservación del patrimonio cultural. En este contexto histórico, apareció Kulturen, fundada en 1882 por Georg Karlin y algunos de sus compañeros de estudios.
En los primeros años, la asociación llevaba a cabo exhibiciones en diferentes lugares alrededor de Lund. En 1892 se inauguró el museo de historia cultural, que hoy se conoce como «Kulturen en Lund», con el segundo museo al aire libre del mundo, construido a partir del edificio Herrehuset, los terrenos circundantes y diversos edificios trasladados a esta ubicación. En los edificios se exhiben colecciones están organizadas de acuerdo a distintos temas. Desde el principio el objetivo de los socios fue la construcción de una contraparte sureña del museo Nórdico, pero pronto se percataron de que las singularidades regionales debían contemplarse desde una perspectiva internacional. Por lo tanto, se agregaron también grandes colecciones especiales internacionales, principalmente de telas y cerámica. Actualmente las exhibiciones del museo constan de artefactos provenientes del sur sueco y del mundo.
En 1923, gracias a una donación de la condesa Wilhelmina von Hallwyl, Kulturen compró una de las granjas en Östarp, una aldea antigua en el municipio de Sjöbo. Los miembros de la asociación había estado buscando durante un tiempo una granja típica de Escania para llevarla al museo al aire libre de Lund, pero cuando la encontraron, Georg Carlin constató que «se encontraba tan maravillosamente ubicada que su traslado sería un sacrilegio». De este modo surgió Kulturen en Östarp, donde se puede experimentar el ambiente en una granja de mediados del siglo XIX. En la actualidad Kulturen tiene presencia en varios lugares de Escania, como de los museos Tegnér, Hökeriet y Livets en Lund, el museo de historia de la medicina en Helsingborg, el museo Norlind en el castillo de Borgeby y el monasterio de Bosjökloster. La sede se encuentra en Kulturen en Lund.

## Kulturen en Lund
Kulturen en Lund (Kulturen i Lund en sueco) es el nombre del museo y museo al aire libre ubicado en el centro de Lund. Se encuentra al lado de la plaza Tegnérsplatsen, cerca de la catedral de Lund. El museo al aire libre es el más antiguo de Suecia después de  Skansen en Estocolmo.

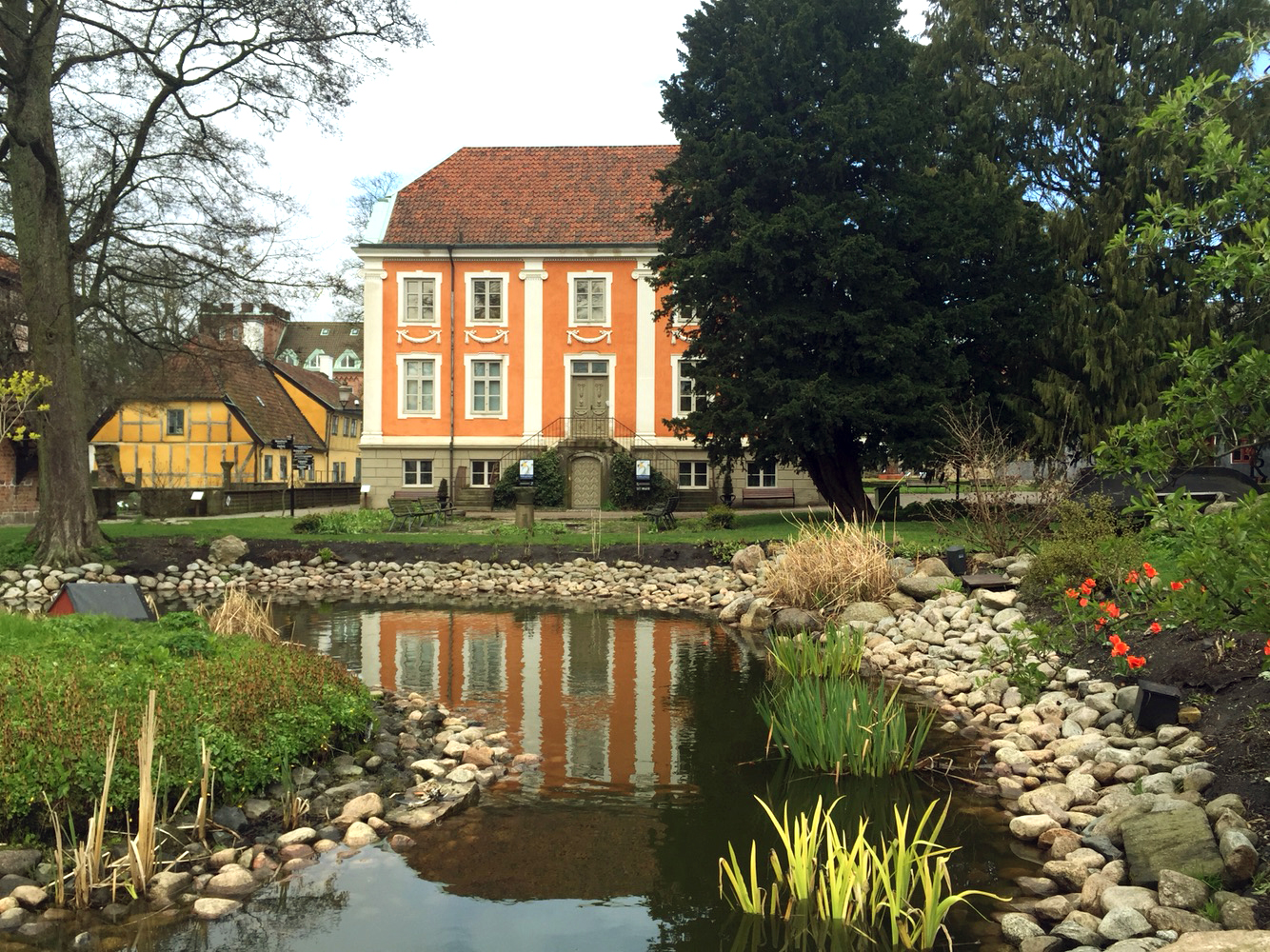
Herrehuset en Kulturen en Lund. La vivienda se encontraba originalmente en Tollska gården, en Lund. La compra de este inmueble en 1890 fue el inicio del museo al aire libre.

### Museo al aire libre

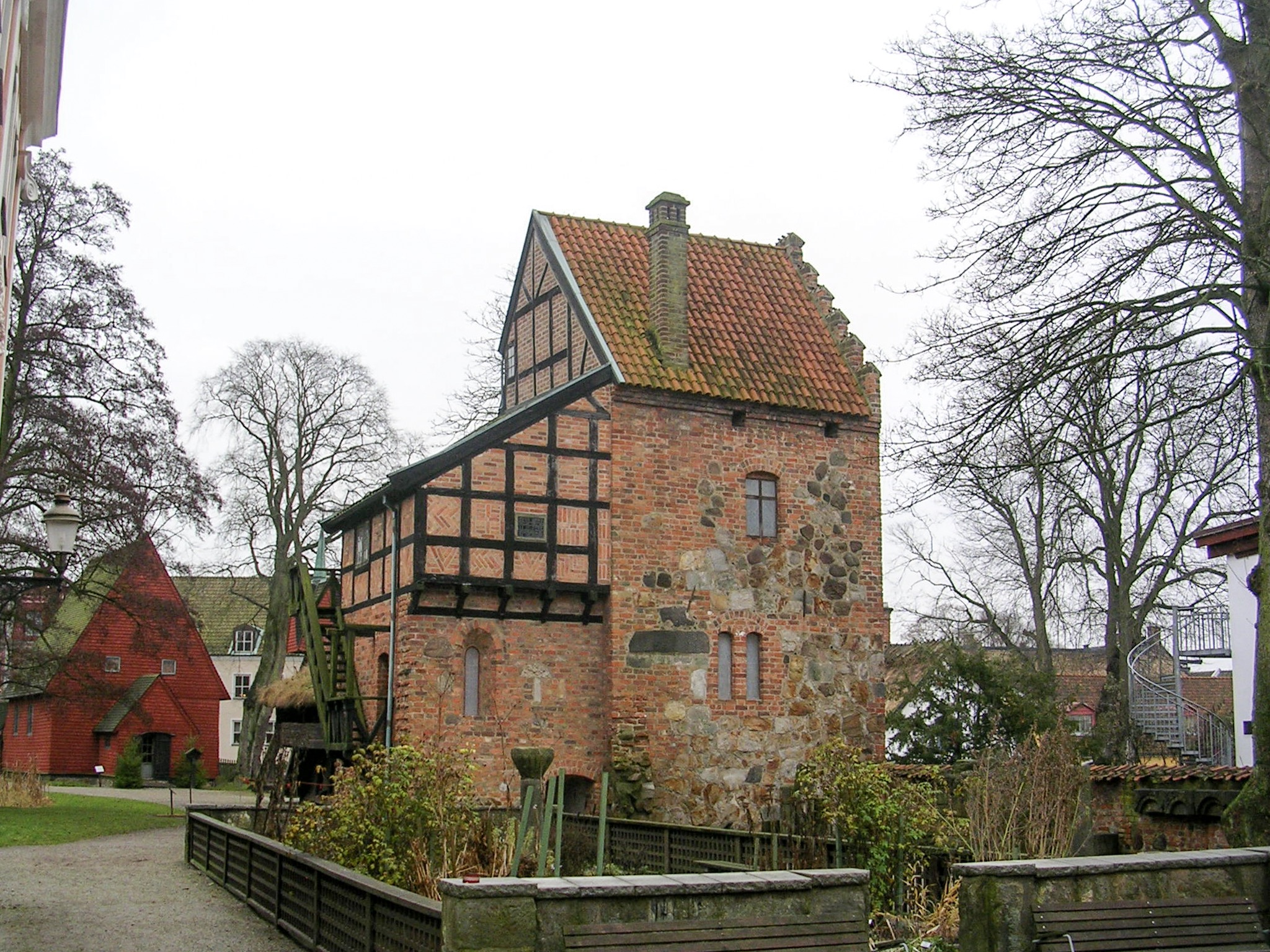
Dekanhuset

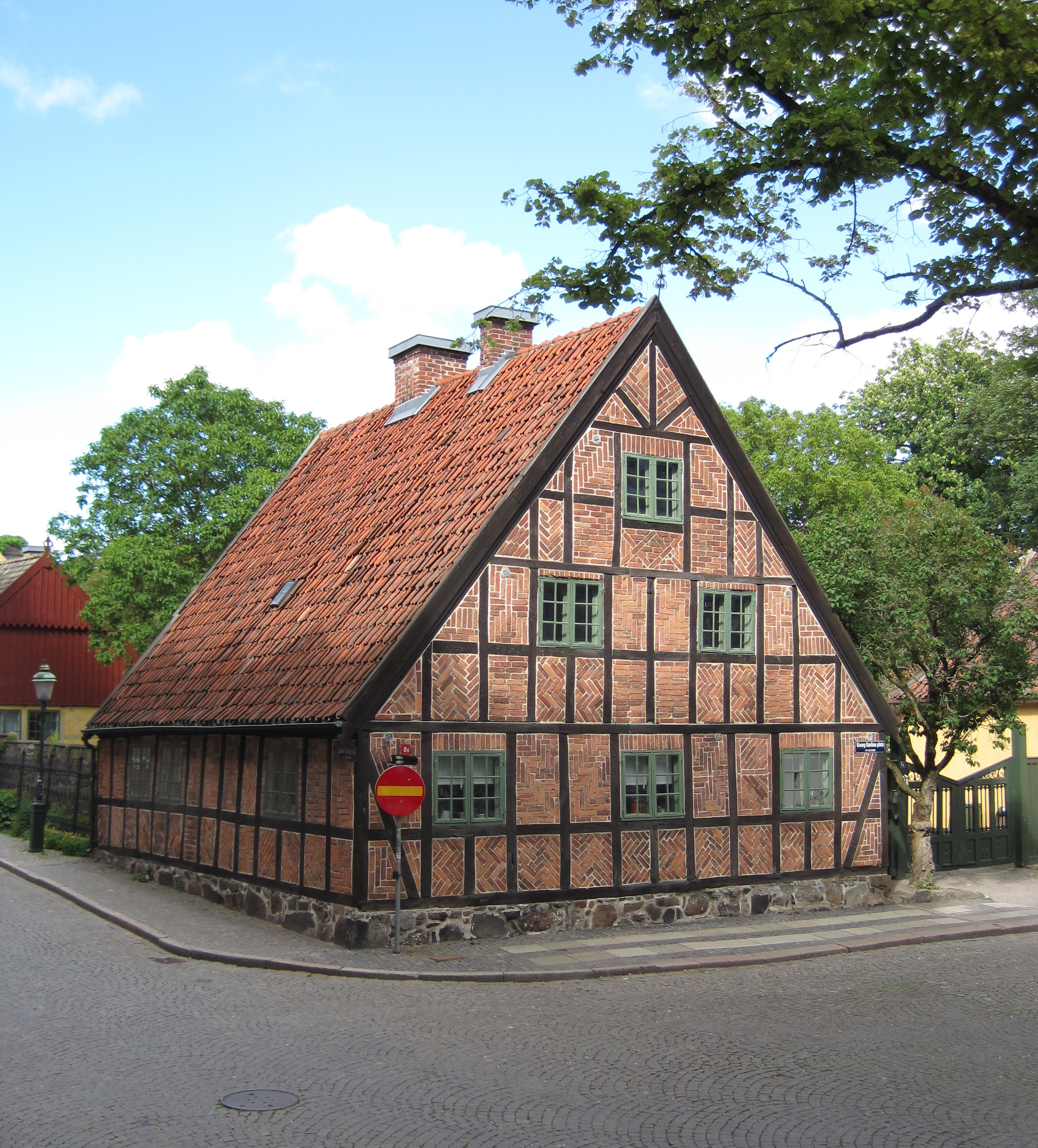
Locus Peccatorum

EL museo al aire libre muestra los diferentes ambientes culturales en las dimensiones histórica, social y geográfica. Se representan escenarios urbanos, jardines y edificios con colecciones de artefactos. Algunos de los edificios se encontraban originalmente en esta ubicación, mientras que otros fueron trasladados al museo a partir de la fundación de Kulturen en Lund en 1892.
La construcción del museo se llevó a cabo en un estilo inspirado en las exposiciones universales del siglo XIX. La principal innovación del museo al aire libre consistía en que el público podía contemplar los edificios históricos, los objetos presentes en ellos y el ambiente en el que se encontraban emplazados como un todo en conjunto. En Kulturen en Lund se exhibín los ambientes de vida y trabajo de los cuatro estamentos —nobleza, clero, ciudadanos y campesinos— representados en el parlamento sueco antes de la introducción del parlamento bicameral en 1866. 
Allmogehallen
Se erigió en 1853 como establo y dependencias de las dos viviendas en Vita huset. La parcela se dividió en dos, una para cada familia, separadas por un seto de espino albar. Los establos tenían compartimentos para nueve caballos, granero, cobertizo y leñera. En los restos de una casa antigua se encontraban el estercolero, una pocilga y tres letrinas. En 1917, la ciudad de Lund compró la propiedad para utilizarla para el tratamiento de residuos.
Arbetarbostaden (vivienda de trabajadores)
La vivienda de trabajadores se construyó en 1849. En el piso bajo había dos apartamentos y el piso superior, tres habitaciones. El patio es típico de las ciudades suecas, con piso empedrado, y un edificio exterior con cuarto de lavar, despensa, leñera y  letrina. Kulturen adquirió el inmueble en 1924 y lo alquiló a una familia que lo habitó hasta los 1960. Muchos de los objetos que se exhiben en la casa pertenecieron a sus habitantes.
Berlingska huset
La casa, originalmente emplazada en la calle Lilla Gråbrödersgatan en Lund, fue trasladada a Kulturen en 1911. Se trata de la casa más antigua que se conserva en Lund con entramado de madera y data probablemente de finales del siglo XVII. Los cimientos de ladrillo son de la Edad Media y pertenecían a la residencia del párroco de la congregación de Nicolai. El tejado empinado, cubierto de tejas curvadas es típico de las casas  más lujosas de la época. La casa recibió su nombre de la familia de impresores Berling, que la habitaron durante la mayor parte del siglo XIX. Los molinos de viento y otras figuras trazadas en ladrillo son una adición de Kulturen.
Borgarhuset (vivienda de ciudadanos)
Para construir esta casa, Kulturen utilizó unos modelos esculpidos de la granja Lembkeka, un edificio del siglo XVI situado en Malmö para diseñar una imagen idealizada de una casa renacentista. La casa, cuya construcción finalizó en 1892, se llamó primero Malmöhuset y posteriormente Borgarhuset. Formaba parte de la representación de las viviendas de los cuatro antiguos estamentos. En la década de los 1890 se usaron algunas habitaciones para exponer objetos comunes en las viviendas de la burguesía, pero la mayoría eran oficinas o habitaciones privadas para el director del museo. Solo a partir de 1917 se dedicó la casa entera a las exposiciones.
Dekanhuset (casa del decano)
La casa del decano es una casa medieval de ladrillo. La parte inferior del edificio se construyó en el siglo XIII y formaba parte de una vivienda. La parte superior data del siglo XV. El edificio se encontraba en la calle Kyrkogatan y estaba amenazado de demolición. Karlin ya había intentado en 1903 que la casa se conservara en su emplazamiento original, pero fracasó en su empeño. En su lugar, compró el inmueble para Kulturen y en 1908 se erigió en su ubicación actual. Karlin demolió las partes del edificio que habían sido modificadas en los últimos tiempos, y reconstruyó las partes medievales. Karlin llamó al edificio «Kalendehuset» porque pensaba que servía como una sala de festejos de los hermanos Kalende. Sin embargo en 1946 el anticuario Ragnar Blomqvist demostró que este no era el caso, sino que era la vivienda del decano y la casa empezó a denominarse desde entonces Dekanhuset.
Locus Peccatorum
Locus Peccatorum —'casa de los pecadores' en latín— es un edificio de comienzos del siglo XVIII situado en la esquina entre las calles Adelgatan y Sankt Annegatan. Pertenece a Kulturen desde 1898. En los siglos XVIII y XIX servía como residencia de estudiantes. En 1829 tuvieron lugar los sucesos que le dieron nombre al edificio. Un estudiante con problemas de salud mental, Jacob Wilhelm Blomdahl (1804–1830), hijo del preboste Johan Ulric Blomdahl, mató a su compañero de estudios  Andreas Emanuel Landén (1807–1829). El asesino fue condenado a muerte por el consejo de la universidad y decapitado en Norra Fäladen.

## Directores
- Georg Karlin 1882–1934
- Sven Kjellberg 1934–61
- Bengt Bengtsson 1961–77
- Eva Nordenson 1977–82
- Anders W. Mårtensson 1982–93
- Margareta Alin Hegelund 1993–2007
- Anki Dahlin 2007–septiembre de 2017
- Gustav Olsson septiembre de 2017–[8]